# Martin Henry Fischer
Martin Henry Fischer (* 10. November 1879 in Kiel als Martin Heinrich Fischer; † 19. Januar 1962 in Cincinnati, Ohio) war ein bedeutender deutsch-US-amerikanischer Physiologe.

## Leben und Werk
Er kam 1885 mit seiner Familie in die USA, war Assistenzprofessor in Berkeley bei Jacques Loeb (wo er sich mit Wolfgang Ostwald – dem Sohn von Wilhelm Ostwald – befreundete und mit ihm über Physikalische Chemie der Befruchtung publizierte) und 1910 als Professor nach Cincinnati. Er war vierzig Jahre Professor für Physiologie an der University of Cincinnati. Fischer veröffentlichte zahlreiche medizinische Fachbücher und -artikel. In den USA ist er für seine häufig verwendete Aphorismen und Zitate zum Arztberuf und zur Wissenschaft bekannt, die sogenannten „fischerisms“. Sie wurden gesammelt als Buch herausgegeben und erlebten mehrere Auflagen. Fischer war an Baltasar Gracián geschult, dessen Handorakel er in englischer Übersetzung herausgab.
Er begann als Histologe und befasste sich ab 1905 mit Kolloidchemie. Insbesondere ging er der Frage nach, wie Wasserbindung und -transport im Körper funktionieren und wies nach, dass entgegen der damaligen Auffassung nicht hochdispersive Teilchen (wie Salze, Zucker, kleine Proteine über Osmose) die entscheidende Rolle spielen, sondern große kolloidal gelöste Proteine. Fischer veröffentlichte auch Bücher über Nephritis und Ödeme und übersetzte das Buch Die Welt der vernachlässigten Dimensionen seines Freundes Wolfgang Ostwald ins Englische.
Er war Mitglied der Leopoldina. Er war auch ein guter Maler.

## Laura-R.-Leonard-Preis
1923 stiftete Fischer zu Ehren seiner im selben Jahr verstorbenen Schwiegermutter Laura Rust Leonard (1850–1923) den nach ihr benannten Laura-R.-Leonard-Preis, der in der Folge von der Kolloid-Gesellschaft vergeben wurde. In der Kolloid-Zeitschrift fand sich folgende Beschreibung des neu gestifteten Preises: 

„Zu Ehren der verstorbenen Laura R. Leonard, einer Frau von ungewöhnlicher Weite und Unabhängigkeit des Geistes, ist von einer Seite, die nicht genannt sein will, der Laura-R.-Leonard-Preis gestiftet worden. Dieser Preis wird von der Kolloid-Gesellschaft verliehen werden ohne Rücksicht auf Geschlecht, Alter, Rasse, Glaube, Gesichtsfarbe oder politische Angehörigkeit an Personen, die während ihres Lebens die Kolloidchemie in irgendeinem Sinne nach der theoretischen oder praktischen Seite besonders gefördert haben.“

Der Preis umfasste einen Geldbetrag und eine Medaille. Er wurde zwischen 1923 und 1941 an insgesamt 18 Personen verliehen, darunter Heinrich Bechhold, Herbert Freundlich, Richard Zsigmondy und die Braunschweigerin Agnes Pockels als einzige Frau.

## Schriften
- Weitere Beiträge zur Behandlung der Nephritis und verwandter Erscheinungen. In: Kolloidchemische Beihefte, Steinkopff 1913.
- mit George D. McLaughlin, Marion O. Hooker: Soaps and proteins; their colloid chemistry in theory and practice, Wiley 1921.
- Howard Fabing, Ray Marr (Hrsg.): Fischerisms. Verlag Charles C. Thomas, Springfield, Illinois, 3. Auflage, 1944 (2. Auflage 1937).

## Zitate
„Facts are not science– as the dictionary is not literature“

- A doctor must work eighteen hours a day and seven days a week. If you cannot console yourself to this, get out of the profession.
- Whenever ideas fail, men invent words.
- Half of modern drugs could be thrown out the window, but then the birds might eat them.